# Paris Masters 2012
Il Paris Masters 2012, ufficialmente BNP Paribas Masters 2012 per motivi di sponsorizzazione, è stato un torneo di tennis giocato sul cemento indoor. È stata la 41ª edizione del Paris Masters, che fa parte della categoria ATP World Tour Masters 1000 nell'ambito dell'ATP World Tour 2012. È stato l'ultimo torneo ATP della stagione prima delle World Tour Finals. Il torneo si è giocato al Palais omnisports de Paris-Bercy di Parigi, in Francia, dal 27 ottobre al 4 novembre 2012.

## Partecipanti

### Teste di serie
| Nazionalità | Giocatore             | Ranking* | Testa di serie |
| ----------- | --------------------- | -------- | -------------- |
| Svizzera    | Roger Federer         | 1        | 1              |
| Serbia      | Novak Đoković         | 2        | 2              |
| Regno Unito | Andy Murray           | 3        | 3              |
| Spagna      | David Ferrer          | 5        | 4              |
| Rep. Ceca   | Tomáš Berdych         | 6        | 5              |
| Francia     | Jo-Wilfried Tsonga    | 7        | 6              |
| Argentina   | Juan Martín del Potro | 8        | 7              |
| Serbia      | Janko Tipsarević      | 9        | 8              |
| Argentina   | Juan Mónaco           | 10       | 9              |
| Stati Uniti | John Isner            | 11       | 10             |
| Spagna      | Nicolás Almagro       | 12       | 11             |
| Francia     | Richard Gasquet       | 13       | 12             |
| Croazia     | Marin Čilić           | 14       | 13             |
| Canada      | Milos Raonic          | 15       | 14             |
| Giappone    | Kei Nishikori         | 16       | 15             |
| Svizzera    | Stan Wawrinka         | 17       | 16             |

* Ranking al 22 ottobre 2012.

### Altri partecipanti
I seguenti giocatori hanno ricevuto una wildcard per il tabellone principale:
- Paul-Henri Mathieu
- Benoît Paire
- Michaël Llodra

I seguenti giocatori sono passati dalle qualificazioni:

- Grigor Dimitrov
- Guillermo García López
- Roberto Bautista Agut
- Igor Sijsling
- Alejandro Falla
- Jerzy Janowicz

### Assenze notevoli
- Roger Federer (affaticamento)
- Rafael Nadal (infortunio al ginocchio)
- Mardy Fish

## Campioni

### Singolare
David Ferrer ha sconfitto in finale  Jerzy Janowicz per 6-4, 6-3.
- È il diciottesimo titolo in carriera per Ferrer, il settimo dell'anno.

### Doppio
Mahesh Bhupathi /  Rohan Bopanna hanno sconfitto in finale  Aisam-ul-Haq Qureshi /  Jean-Julien Rojer per 7–6(6), 6-3.